# Arrows A11
La Arrows A11 è una vettura di Formula 1 impiegata dalla Arrows nelle stagioni 1989, 1990 e dalla Footwork nelle prime tre gare della stagione 1991.

## Contesto e sviluppo
Progettata da Ross Brawn, La Arrows A11 fu la prima vettura dell'era post-turbo (questi ultimi vietati dopo la fine della stagione 1988) per la scuderia britannica; venne equipaggiata con il Ford Cosworth DFR. La vettura aveva linee ricercate ed era più compatta della precedente Arrows A10; ciò causò dei problemi al pilota Eddie Cheever per via della sua altezza. Possedeva inoltre un nuovo alettone anteriore.

## Carriera agonistica

### 1989
Con i piloti Derek Warwick ed Eddie Cheever alla guida, la vettura fu discretamente competitiva ed ottenne 13 punti, frutto di un terzo posto (con Eddie Cheever nel suo circuito di casa a Phoenix), tre quinti posti (due con Derek Warwick), e tre sesti. Inoltre a Monaco Warwick partì dalla terza fila. Nel Gran Premio di Francia Warwick venne sostituito da Martin Donnelly, a seguito di dolori alla schiena provocatigli da un incidente in una gara di go-kart. A fine anno il team si piazzò al settimo posto del campionato costruttori.

### 1990

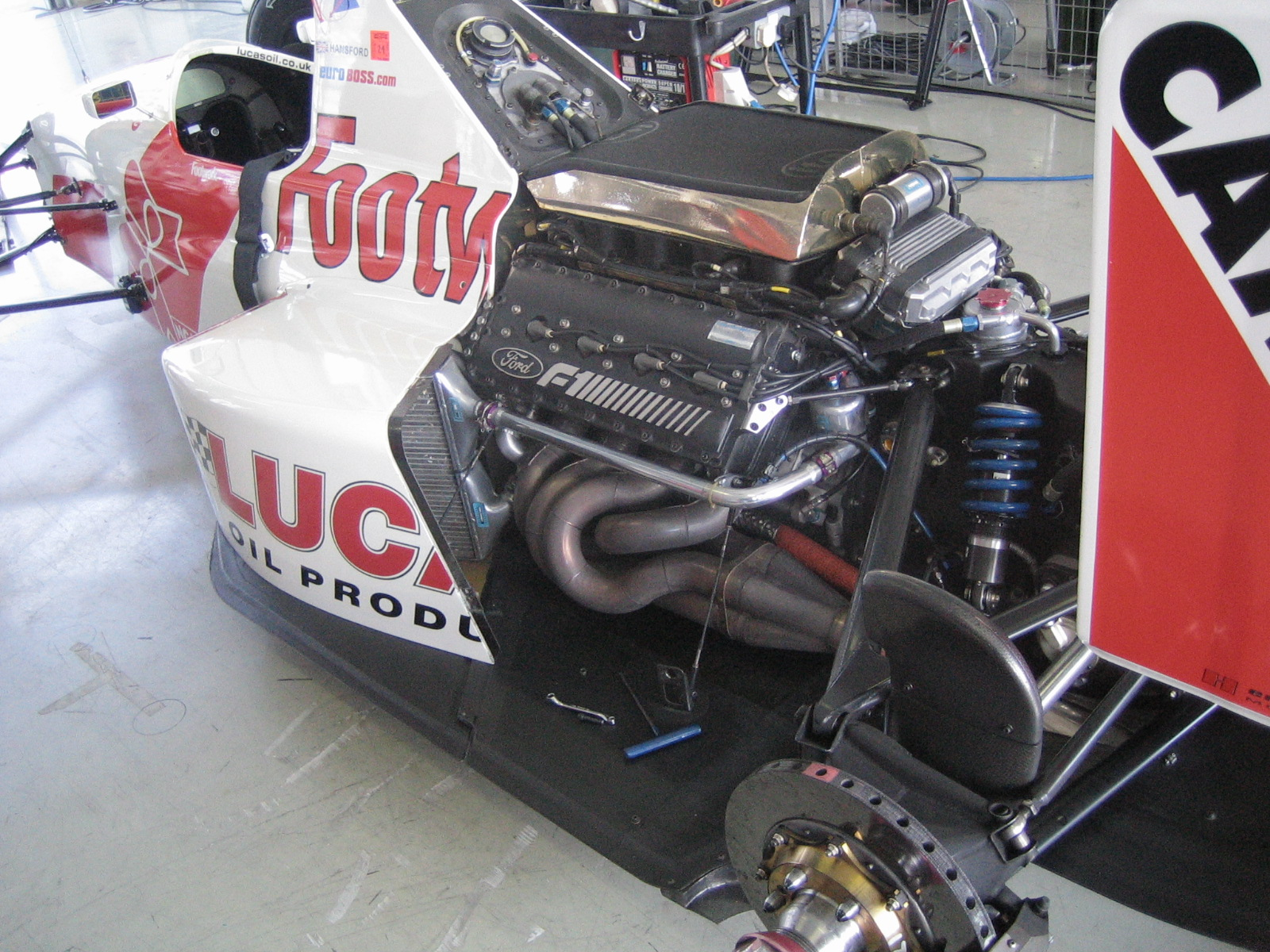
Arrows A11B con in evidenza il motore Ford Cosworth DFR

Nella stagione successiva la vettura fu oggetto di alcuni aggiornamenti alle sospensioni e venne ribattezzata A11B, mentre fu cambiata la coppia di piloti: Michele Alboreto ed Alex Caffi sostituirono Warwick (passato alla Lotus) e Cheever (che chiuse con la Formula 1 e passò alla Indy Car World Series negli Stati Uniti). La stagione fu molto meno soddisfacente della precedente, con parecchie mancate qualificazioni ed un solo piazzamento a punti, ovvero un quinto posto di Caffi a Monaco. Lo stesso Caffi venne sostituito in due gare da Bernd Schneider. Con i due punti conquistati, il team si classificò al nono posto della classifica costruttori.

### 1991

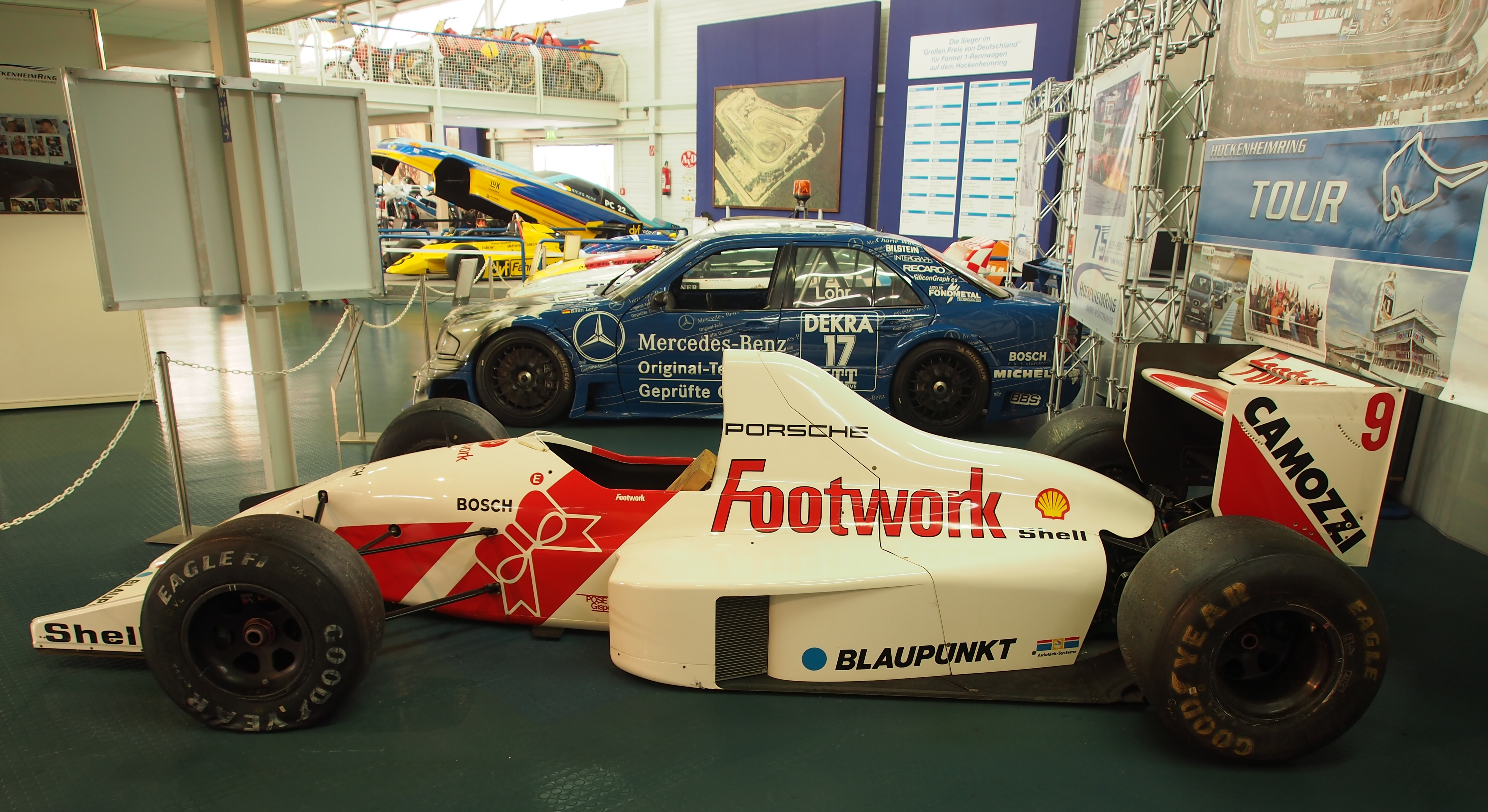
Footwork A11C in mostra al Motor-Sport-Museum presso il circuito di Hockenheim

All'inizio della stagione il team venne rilevato dallo sponsor principale e ribattezzato Footwork; fu inoltre stipulato un accordo con la Porsche per la fornitura del motore 3512 V12 al posto del Ford Cosworth. Tuttavia la nuova vettura, siglata FA12, dovette essere riprogettata a causa degli ingombri del motore Porsche; si decise quindi di modificare la A11B e rinominarla A11C, con la quale il team prese parte alle prime tre gare (ad Imola Alboreto distrusse la nuova FA12 durante i test e dovette presentarsi con la A11C, mentre Caffi ebbe a disposizione la nuova vettura). La A11C si qualificò solo una volta, con Alboreto a Phoenix, prima di essere definitivamente soppiantata dalla FA12 a partire dal Gran Premio di Monaco.

## Risultati completi
| Anno | Vettura    | Motore            | Gomme | Piloti          |     |   |     |     |     |     |    |    |    |    |     |     |     |     |   |     |  |  |  |  |  |  |  |  | Punti | Pos. |
| ---- | ---------- | ----------------- | ----- | --------------- | --- | - | --- | --- | --- | --- | -- | -- | -- | -- | --- | --- | --- | --- | - | --- |  |  |  |  |  |  |  |  | ----- | ---- |
| 1989 | Arrows A11 | Ford Cosworth DFR | G     | Derek Warwick   | 5   | 5 | Rit | Rit | Rit | Rit |    | 9  | 6  | 10 | 6   | Rit | Rit | 9   | 6 | Rit |  |  |  |  |  |  |  |  | 13    | 7º   |
| 1989 | Arrows A11 | Ford Cosworth DFR | G     | Martin Donnelly |     |   |     |     |     |     | 12 |    |    |    |     |     |     |     |   |     |  |  |  |  |  |  |  |  | 13    | 7º   |
| 1989 | Arrows A11 | Ford Cosworth DFR | G     | Eddie Cheever   | Rit | 9 | 7   | 7   | 3   | Rit | 7  | NQ | 12 | 5  | Rit | NQ  | Rit | Rit | 8 | Rit |  |  |  |  |  |  |  |  | 13    | 7º   |

| Anno | Vettura     | Motore            | Gomme | Piloti           |    |     |    |    |     |    |     |     |     |    |    |    |    |    |     |    |  |  |  |  |  |  |  |  | Punti | Pos. |
| ---- | ----------- | ----------------- | ----- | ---------------- | -- | --- | -- | -- | --- | -- | --- | --- | --- | -- | -- | -- | -- | -- | --- | -- |  |  |  |  |  |  |  |  | ----- | ---- |
| 1990 | Arrows A11B | Ford Cosworth DFR | G     | Michele Alboreto | 10 | Rit | NQ | NQ | Rit | 17 | 10  | Rit | Rit | 12 | 13 | 12 | 9  | 10 | Rit | NQ |  |  |  |  |  |  |  |  | 2     | 9º   |
| 1990 | Arrows A11B | Ford Cosworth DFR | G     | Alex Caffi       |    | Rit | NQ | 5  | 8   | NQ | Rit | 7   | 9   | 9  | 10 | 9  | 13 |    | 9   | NQ |  |  |  |  |  |  |  |  | 2     | 9º   |
| 1990 | Arrows A11B | Ford Cosworth DFR | G     | Bernd Schneider  | 12 |     |    |    |     |    |     |     |     |    |    |    |    | NQ |     |    |  |  |  |  |  |  |  |  | 2     | 9º   |

| Anno | Vettura       | Motore       | Gomme | Piloti           |     |    |    |  |  |  |  |  |  |  |  |  |  |  |  |  |  |  |  |  |  |  |  |  | Punti | Pos. |
| ---- | ------------- | ------------ | ----- | ---------------- | --- | -- | -- |  |  |  |  |  |  |  |  |  |  |  |  |  |  |  |  |  |  |  |  |  | ----- | ---- |
| 1991 | Footwork A11C | Porsche 3512 | G     | Michele Alboreto | Rit | NQ | NQ |  |  |  |  |  |  |  |  |  |  |  |  |  |  |  |  |  |  |  |  |  | 0     | -    |
| 1991 | Footwork A11C | Porsche 3512 | G     | Alex Caffi       | NQ  | NQ |    |  |  |  |  |  |  |  |  |  |  |  |  |  |  |  |  |  |  |  |  |  | 0     | -    |